# Walter Devereux (1er vicomte Hereford)
Walter Devereux, 10e baron Ferrers de Chartley, créé 1er vicomte Hereford, (1488- 17 septembre 1558) est un courtisan et parlementaire anglais.

## Famille
Né au Château de Chartley, Stowe, Staffordshire, ancien bastion médiéval des barons Ferrers de Chartley à la suite de la Guerre des Deux-Roses, il est le fils et l'héritier de John Devereux (9e baron Ferrers) (en) et de Cecily Bourchier.
Les grands-parents paternels de Walter Devereux sont Anne, la baronne Ferrers et son mari Walter Devereux de jure baron Ferrers. Ses grands-parents maternels sont William, vicomte Bourchier († 1480) et Anne Woodville. Le vicomte Bourchier est l'héritier d'Henry Bourchier (1er comte d'Essex) et d'Isabelle de Cambridge, et Anne Woodville est une fille de Richard Woodville (1er comte Rivers) et Jacquette de Luxembourg.

## Baron Ferrers
En mai 1501, son père meurt et Walter lui succède en tant que baron Ferrers. Le 7 décembre 1509 on lui accorde une livrée spéciale, bien qu'encore mineur, sans preuve d'âge ni paiement d'allégement pour les terres de son père.
Il est nommé grand intendant de Tamworth le 20 novembre 1510 et connétable conjoint du Château de Warwick le 15 février 1511 avec Edward Belknap. Il est également l'intendant du manoir, ou arrondissement de Warwick. Le 27 janvier 1513, il est nommé gardien de Netherwood Park ; conseiller et commissaire royal du Pays de Galles et des Marches le 1er août 1513 ; et grand intendant de Hereford en 1514.
Walter Devereux sert dans la guerre de la Ligue de Cambrai (1508-1516) et la Sixième guerre d'Italie. Il est capitaine de l'armée anglaise contre la France à partir du 24 août 1523. Pour sa bravoure dans la bataille navale au large du Conquet (Bretagne), il est récompensé le 13 juillet 1523 en étant fait chevalier de la Jarretière par Henri VIII d'Angleterre aux côtés du diplomate Thomas Boleyn, futur comte de Wiltshire.
Il est nommé bailli de Sutton Coldfield (11 février 1525) ; Intendant de la maison et conseiller de Marie, princesse de Galles (1525) ; juge en chef du sud du Pays de Galles (22 août 1525); Grand intendant de Builth (22 août 1525) ; et chambellan de Galles du Sud, Carmarthen et Cardigan (25 mai 1526).
À la fin des années 1520, Devereux est en conflit croissant avec le magnat gallois Rhys ap Gruffydd à la suite de l'octroi par le roi Henri d'un pouvoir majeur au Pays de Galles. Cela atteint son paroxysme lorsque Rhys, avec une bande de partisans armés, menace Ferrers avec un couteau en 1529. Les deux hommes sont autorisés à exprimer leurs griefs, mais la famille de Rhys continue à semer le trouble. Finalement, Rhys est accusé de trahison, reconnu coupable et exécuté. La consolidation de la position de Devereux au Pays de Galles aide à préparer la voie à la Réforme.
Devereux est Custos Rotulorum du Cardiganshire de 1543 à sa mort. Il est avec le roi Henri VIII lors de la prise de Boulogne le 18 septembre 1544.
Créé vicomte Hereford le 2 février 1550, et admis au Conseil privé, il est également nommé vice-Lord Justice et Lord-lieutenant du Staffordshire (4 mai 1551) ainsi que juge de paix de Stafford, Worcester et du Shropshire (18 février 1554).
Lord Hereford est décédé le 17 septembre 1558 et est enterré à l'église Saint-Jean, Stowe, Staffordshire.

## Mariages et enfants
Devereux épouse Mary Grey  (1491-22 février 1538) avant la mort de son père en mai 1501, et est gracié le 15 décembre 1503 pour s'être marié du vivant de son père et alors qu'il n'avait pas l'âge nubile. Elle est la fille de Thomas Grey (1er marquis de Dorset) et de sa seconde épouse Cecily Bonville, fille et héritière de William Bonville (6e baron Harington) (en) et de son épouse Catherine Neville (1442-1504).
Lord et Lady Ferrers ont trois enfants :
1. Richard Devereux (d. 13 octobre 1547), épouse Dorothea Hastings, fille de George Hastings (1er comte de Huntingdon) et de Anne Stafford. Ils sont les parents de Walter Devereux (1er comte d'Essex)[6].
2. William Devereux, de l'abbaye de Merevale, épouse Jane Scudamore, fille de John Scudamore. Ils ont deux filles : Barbara et Marguerite[6].
3. Henry Devereux, décédé célibataire[6].

Soit en 1539 ou 1540-1, il épouse en secondes noces Margaret Garneys, fille de John Garneys, de Kenton. Ils ont deux enfants :
1. Edward Devereux, de Castle Bromwich, épouse Catherine Arden, fille d'Edward Arden. Ils sont les parents de Walter Devereux (5e vicomte Hereford) (en), ancêtres de l'actuel vicomte Hereford[6].
2. Katherine Devereux[6], épouse Sir James Baskerville.